# 安倉高塚古墳
安倉高塚古墳（あくらたかつかこふん）は、兵庫県宝塚市安倉南にある古墳。形状は円墳。宝塚市指定史跡に指定され、出土品は兵庫県指定重要文化財に指定されている。

## 概要
兵庫県東部、武庫川左岸の伊丹台地西縁に築造された古墳である。周辺ではかつて「安倉七塚」と呼ばれる古墳群が存在したといわれるが、現在までに本古墳以外は消滅している。本古墳も1937年（昭和12年）に大きく破壊され、その際に石室・副葬品が発見されている。
墳形は円形で、直径約17メートル・高さ約2.7メートルを測ったが、現在は北半部のみを遺存する。墳丘のほとんどは盛土による。埋葬施設は墳頂における竪穴式石室で、推定長さ約6.3メートル（現在は5分の1が残存）・幅0.75メートル・深さ0.6メートルを測る。石室は川原石によって構築され、上面を板石で覆う。石室内には粘土棺床が認められ、その形状から割竹形木棺が据えられたと見られる。石室内からは銅鏡2面・小玉・管玉・鉄製品が出土しており、特に銅鏡1面には「赤烏七年（244年）」の紀年銘が認められる点で注目される。
この安倉高塚古墳は、古墳時代前期の4世紀後半頃の築造と推定される。赤烏7年（244年）の紀年銘は卑弥呼が魏に遣使したとされる景初3年（239年）に近いが、魏の紀年でなく呉の紀年であり、入手経路を巡って当時の国際政治情勢を考察するうえで重要視される古墳になる。
古墳域は1970年（昭和45年）に宝塚市指定史跡に指定され、出土品は1976年（昭和51年）に兵庫県指定重要文化財に指定されている。

## 遺跡歴
- 1937年（昭和12年）、墳丘南半部の破壊。石室・副葬品の発見[2]。
- 1970年（昭和45年）11月3日、宝塚市指定史跡に指定[4]。
- 1976年（昭和51年）3月23日、出土品が兵庫県指定重要文化財に指定[5]。

## 出土品

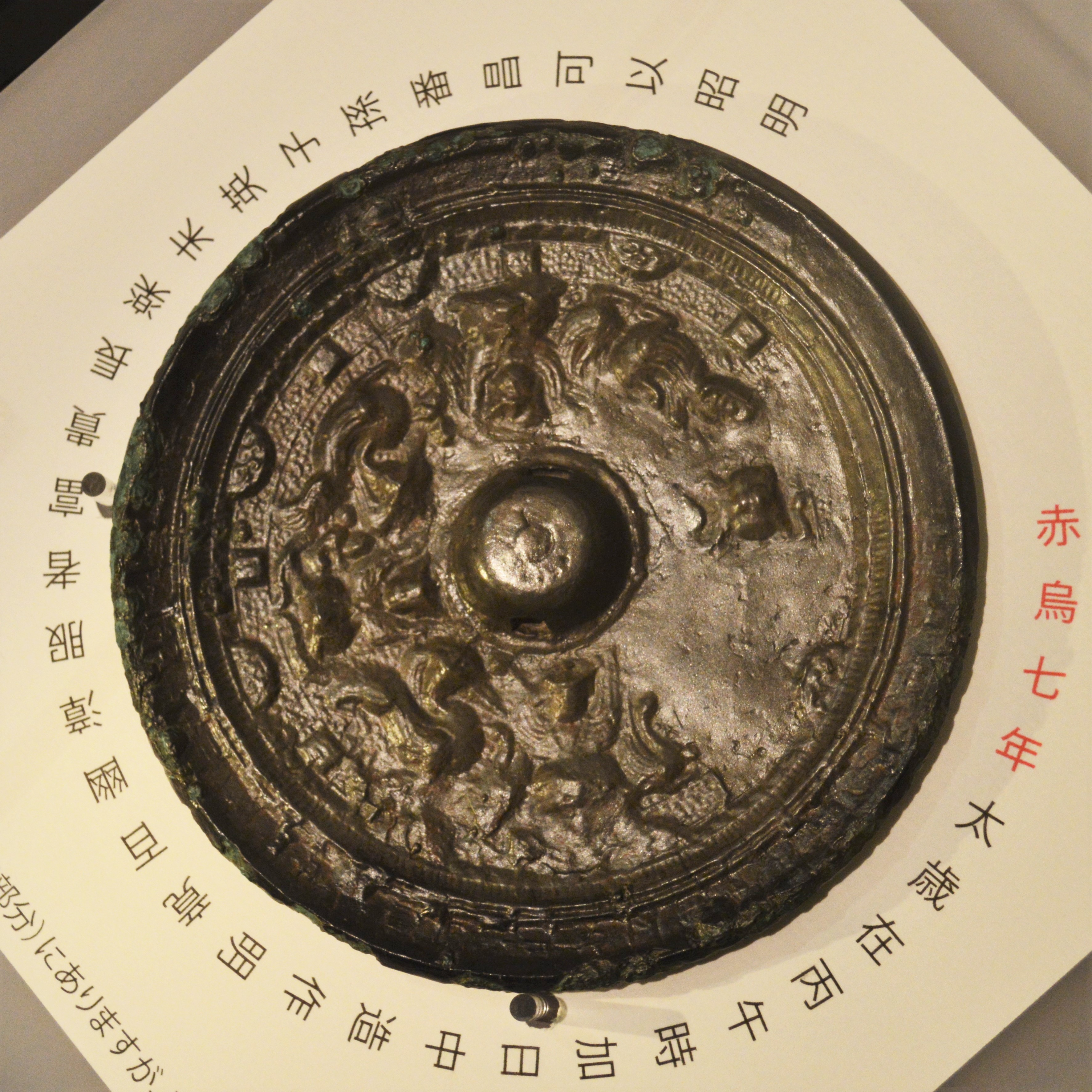
赤烏七年銘神獣鏡（複製）原品は兵庫県指定文化財。兵庫県立考古博物館展示。

安倉高塚古墳からの出土品のうちでは、神獣鏡1面・内行花文鏡1面の銅鏡2面がある。特に神獣鏡は平縁の四神四獣鏡で、半円方形帯を巡らして直径17.5センチメートルを測り、「赤烏七年」の紀年銘を有することが知られる。「赤烏」は中国三国時代の呉の年号で、西暦244年にあたる。日本で出土した紀年銘鏡のうち、呉鏡は他に鳥居原狐塚古墳（山梨県西八代郡市川三郷町）の赤烏元年銘鏡のみであり（「銅鏡#紀年銘鏡」参照）、当時の国際政治情勢を考察するうえで重要視される。
銅鏡のもう1面の内行花文鏡は仿製鏡になる。またその他に玉類・鉄製品が出土している。
これらの出土品は、現在では兵庫県立歴史博物館（姫路市）で保管されている。

## 文化財

### 兵庫県指定文化財
- 重要文化財（有形文化財）
  - 安倉高塚古墳出土品（考古資料） - 明細は以下。兵庫県立歴史博物館保管。1976年（昭和51年）3月23日指定[5]。
    - 銅製半円方形帯神獣鏡 1面 - 赤烏七年の銘がある。国の重要美術品。
    - 内行花文鏡 1面
    - 管玉 3個､小玉 2個
    - （附指定）刀身､釶､鍬先､鉄矛等 残欠9片 一括

### 宝塚市指定文化財
- 史跡
  - 安倉高塚古墳 - 1970年（昭和45年）11月3日指定[4]。